# Liste der Wappen im Landkreis Schwäbisch Hall
Diese Liste beinhaltet alle in der Wikipedia gelisteten Wappen des Landkreis Schwäbisch Hall in Baden-Württemberg, inklusive historischer Wappen. Fast alle Städte, Gemeinden und Kreise in Baden-Württemberg führen ein Wappen. Sie sind über die Navigationsleiste am Ende der Seite erreichbar.

## Landkreis Schwäbisch Hall

Wappen des Landkreises Schwäbisch Hall[1]
Der Landkreis Schwäbisch Hall in Baden-Württemberg

## Städtewappen im Landkreis Schwäbisch Hall

Crailsheim[2]
Gaildorf[3]
Gerabronn[4]
Ilshofen[5]
Kirchberg an der Jagst[6]
Langenburg[7]
Schrozberg[8]
Schwäbisch Hall[9]
Vellberg[10]

## Gemeindewappen im Landkreis Schwäbisch Hall

Blaufelden[11]
Braunsbach[12]
Bühlertann[13]
Bühlerzell[14]
Fichtenau[15]
Fichtenberg[16]
Frankenhardt[17]
Kreßberg[18]
Mainhardt[19]
Michelbach an der Bilz[20]
Michelfeld[21]
Oberrot[22]
Obersontheim[23]
Rosengarten[24]
Rot am See[25]
Satteldorf[26]
Stimpfach[27]
Sulzbach-Laufen[28]
Untermünkheim[29]
Wallhausen[30]
Wolpertshausen[31]

## Ehemalige Gemeindewappen

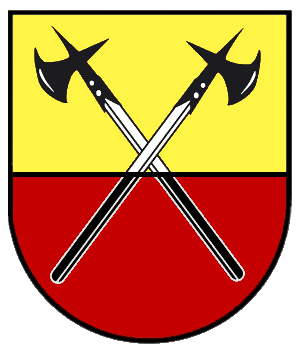
Amlishagen
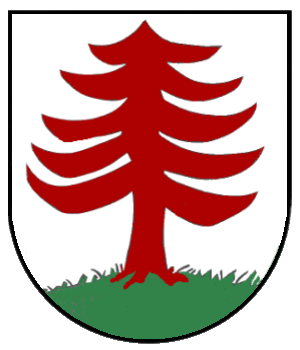
Ammertsweiler
Arnsdorf
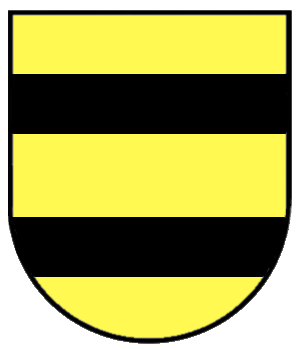
Bächlingen
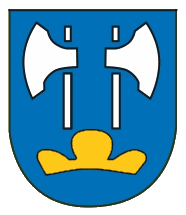
Bartenstein
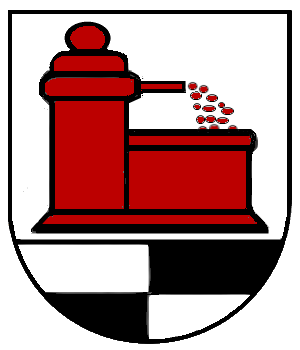
Beimbach
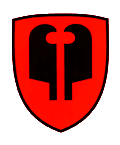
Beuerlbach
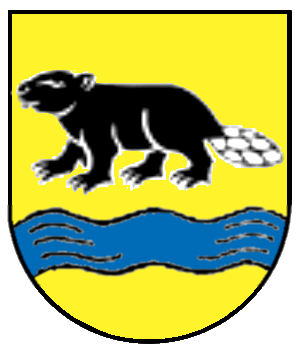
Bibersfeld
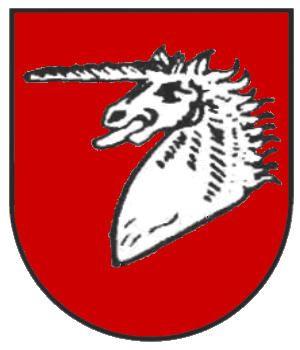
Billingsbach
Braunsbach (alt)[39]
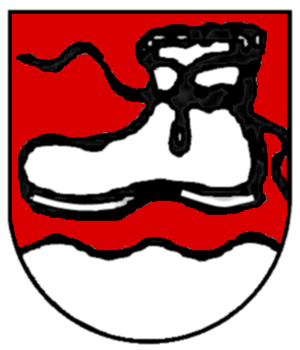
Brettheim
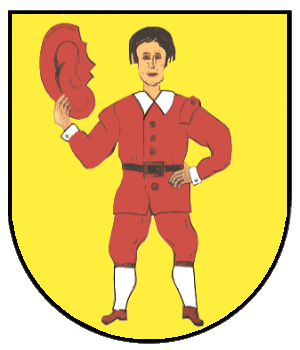
Bubenorbis
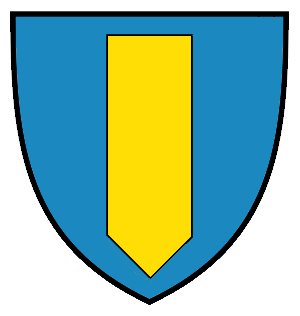
Döttingen
Dünsbach
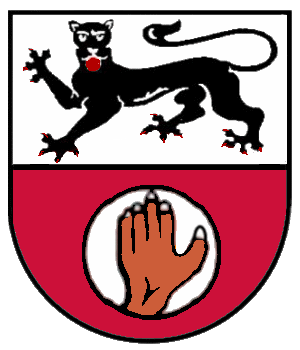
Eckartshausen
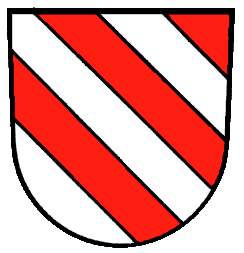
Ellrichshausen
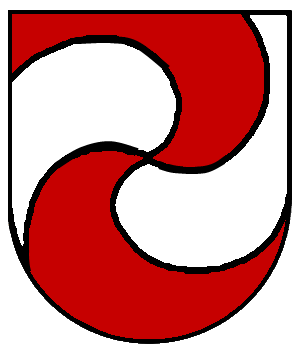
Eltershofen
Enslingen
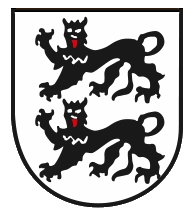
Ettenhausen
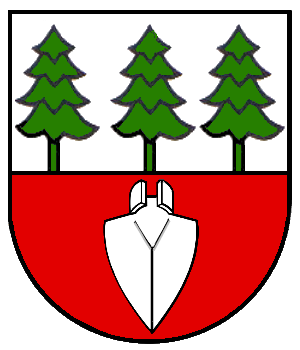
Eutendorf
Gaggstatt
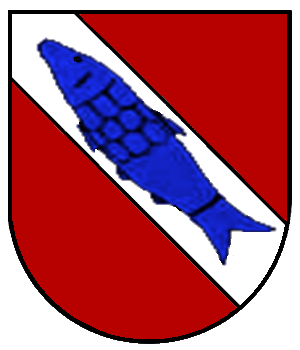
Gailenkirchen
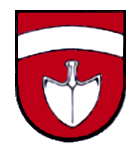
Gammesfeld
Geifertshofen
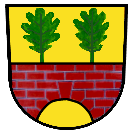
Geislingen am Kocher
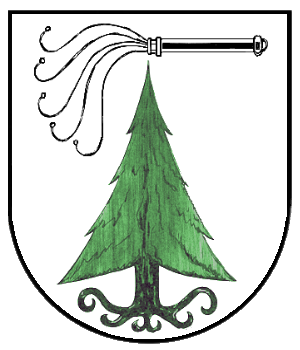
Geißelhardt
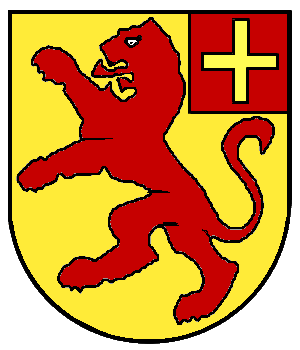
Gelbingen
Gnadental
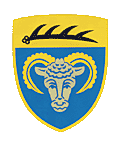
Goldbach
Gröningen[53]
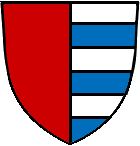
Großaltdorf
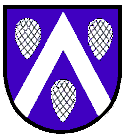
Gründelhardt
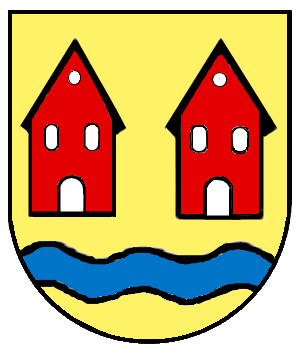
Hausen am Bach
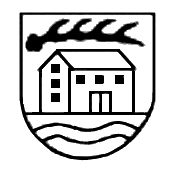
Hausen an der Rot
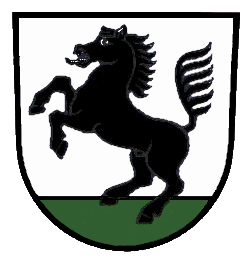
Hengstfeld
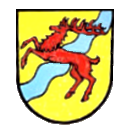
Herrentierbach
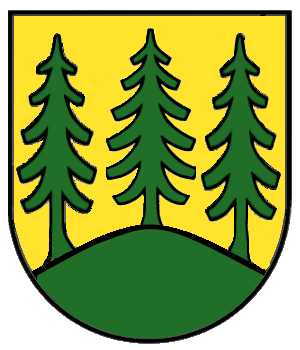
Honhardt
Hornberg
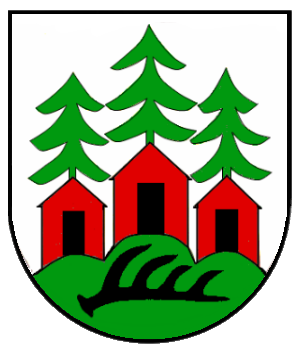
Hütten
Ingersheim[61]
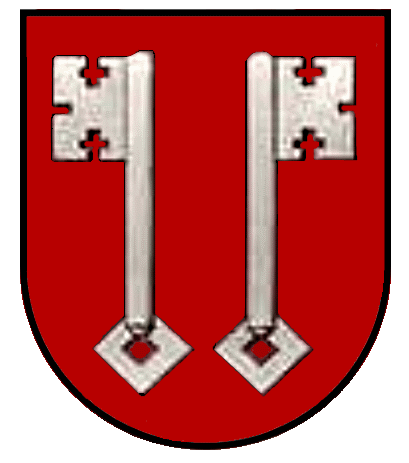
Jagstheim
Jungholzhausen[63]
Laufen am Kocher
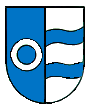
Lautenbach
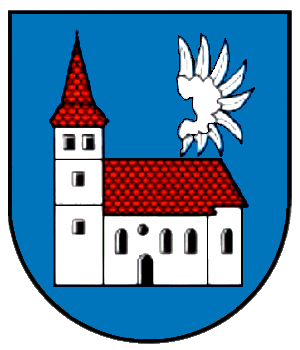
Lendsiedel
Leukershausen[66]
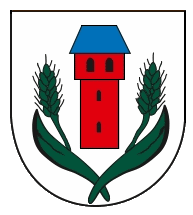
Leuzendorf
Mariäkappel
Marktlustenau[68]
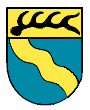
Matzenbach
Michelbach an der Heide[70]
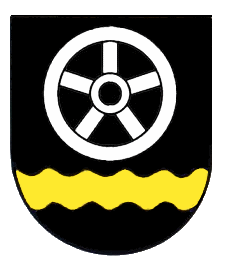
Michelbach an der Lücke
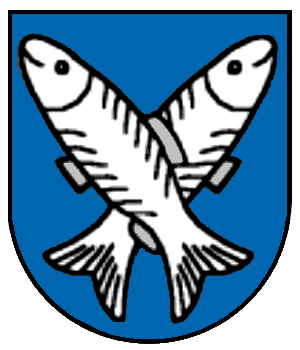
Mittelfischach
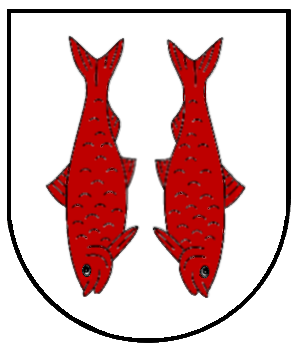
Oberfischach
Oberrot (alt)[74]
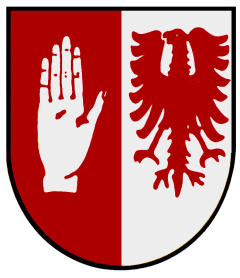
Oberspeltach
Obersteinach[76]
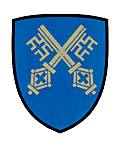
Onolzheim
Orlach[78]
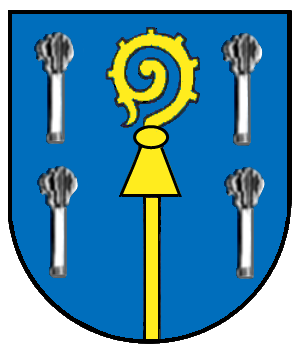
Ottendorf
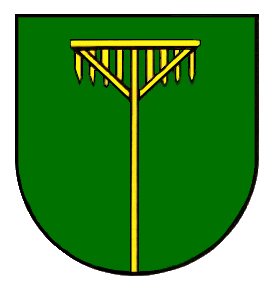
Rechenberg
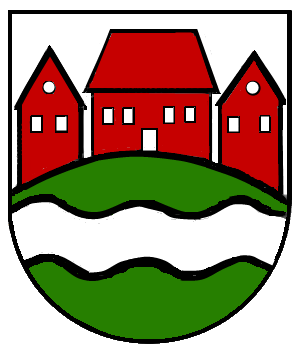
Reubach
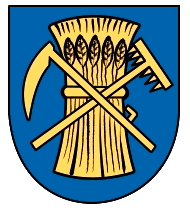
Riedbach
Rieden
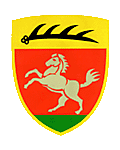
Roßfeld
Ruppertshofen
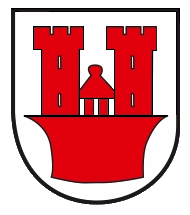
Schmalfelden
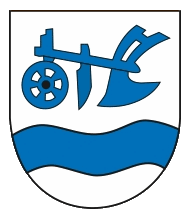
Spielbach
Steinkirchen[85]
Sulzdorf[86]
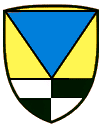
Tiefenbach
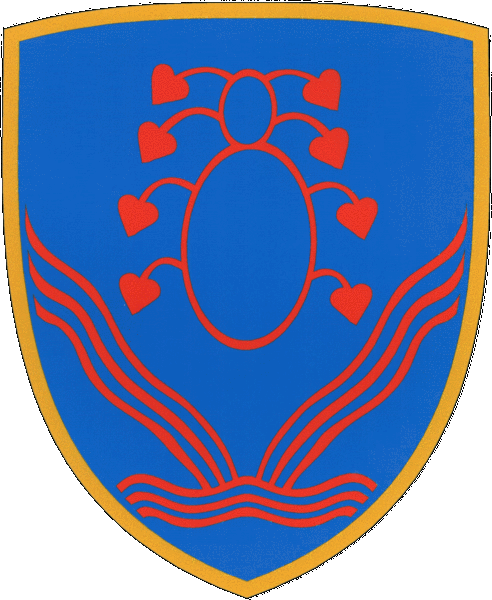
Triensbach
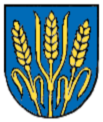
Tüngental
Übrigshausen
Unteraspach
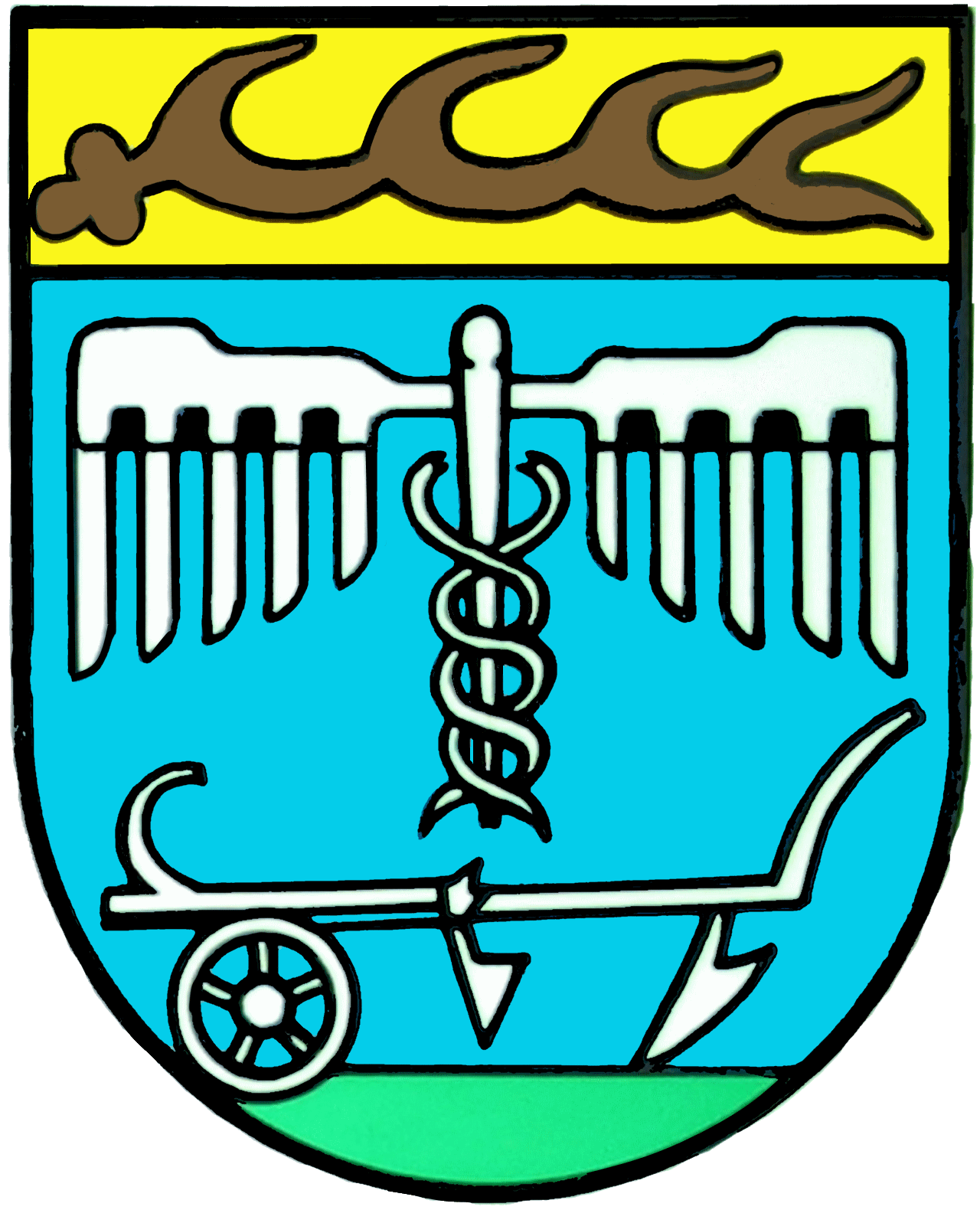
Unterdeufstetten
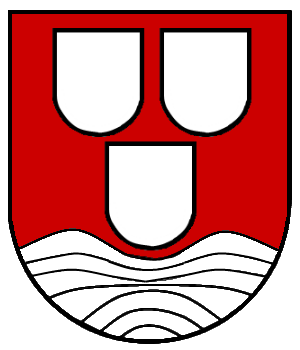
Unterrot
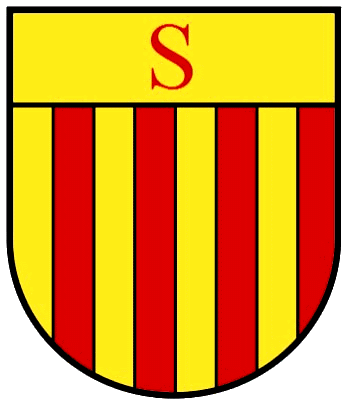
Untersontheim
Uttenhofen[93]
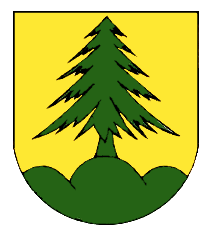
Waldtann
Wallhausen (alt)[95]
Wallhausen (1980–1986)[96]
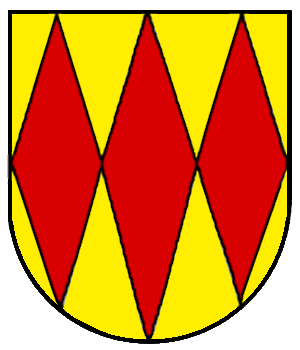
Weckrieden
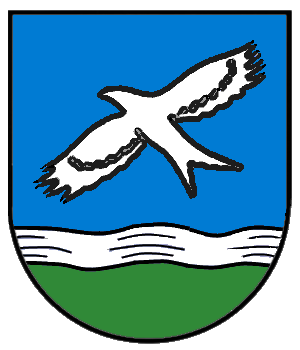
Weipertshofen
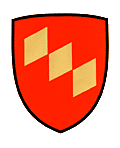
Westgartshausen
Westheim[100]
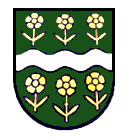
Wiesenbach
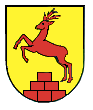
Wildenstein
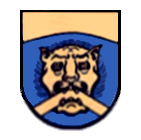
Wittenweiler

## Blasonierungen
1. ↑  Landkreis Schwäbisch Hall: In Silber (Weiß), schräg gekreuzt aus von Silber (Weiß) und Schwarz geviertem Schildfuß wachsend, ein schwarzer Kesselhaken (Kräuel) und ein schwarzer Flößerhaken, dazwischen oben eine rote Scheibe, darin ein silbernes (weißes) Kreuz (Heller).
2. ↑  Crailsheim: In Gold drei gestürzte schwarze Kesselhaken (Kräuel) nebeneinander.
3. ↑  Gaildorf: In Rot zwei schräggekreuzte silberne Flößerhaken, überdeckt von einem silbernen Floß.
4. ↑  Gerabronn: In von Silber und Schwarz geviertem Schild im ersten und vierten Feld je ein aufspringendes schwarzes Ross.
5. ↑  Ilshofen: In Silber auf grünem Boden die blau gekleidete Figur der Justitia mit silberner Augenbinde und rotem Mantel, in der Rechten ein goldenes Schwert, in der erhobenen Linken eine goldene Waage haltend.
6. ↑  Kirchberg an der Jagst: In Silber ein aufgerichteter schwarzer Löwe, in den Pranken eine doppeltürmige rote Kirche mit Dachreiter haltend.
7. ↑  Langenburg: In geteiltem Schild oben in Schwarz ein schreitender goldener Löwe, unten von Gold und Schwarz geschacht (4 Reihen).
8. ↑  Schrozberg: In Gold über einem grünen Berg eine blaue Kornblume.
9. ↑  Schwäbisch Hall: In geteiltem Schild oben in Gold eine rote Scheibe, darin ein goldenes Tatzenkreuz (Vorderseite eines Hellers), unten in Rot eine silberne Rechthand in silbern bordierter blauer Scheibe (Rückseite eines Hellers).
10. ↑  Vellberg: In blauem Schild unter goldenem (heraldisch) rechtem Obereck ein silberner Flug.
11. ↑  Blaufelden: Auf einem von Silber und Schwarz gevierten Schildfuß in Blau ein ausschreitender, golden gekleideter Bauer mit goldenem Hut und roten Schuhen, aus einem silbernen Säsack goldene Körner ausstreuend.
12. ↑  Braunsbach: In einem von Blau und Silber schräg geteilten Schild oben eine durchgehende silberne Brücke auf vier bis zur Schrägteilung reichenden Pfeilern.
13. ↑  Bühlertann: In gespaltenem Schild vorne dreimal von Gold und Schwarz geteilt, hinten in Silber auf grünem Dreiberg eine grüne Tanne.
14. ↑  Bühlerzell: In Silber auf blauem Wellenschildfuß eine achteckige rote Kapelle (Zelle) mit goldenem Knauf und Kreuz auf dem roten Dach, darüber eine liegende schwarze Hirschstange.
15. ↑  Fichtenau: In Gold aus erniedrigtem grünem Wellenschildfuß wachsend eine grüne Fichte, oben links ein rot bewehrter schwarzer Bussardkopf.
16. ↑  Fichtenberg: In Silber auf schwarzem Sechsberg eine grüne Fichte.
17. ↑  Frankenhardt: In Rot drei aufsteigende, gekürzte silberne Spitzen, belegt mit drei bewurzelten grünen Tannen.
18. ↑  Kreßberg: In Gold auf grünem Dreiberg ein pfahlweis gestellter roter Krebs.
19. ↑  Mainhardt: In gespaltenem Schild vorne in Schwarz ein goldener Löwe, hinten in Gold auf grünem Boden eine natürliche Birke.
20. ↑  Michelbach an der Bilz: In Blau der goldene Schenkenbecher.
21. ↑  Michelfeld: In Gold ein steigendes rotes Pferd, oben links eine blaue Pflugschar.
22. ↑  Oberrot: In gespaltenem Schild vorne viermal von Rot und Silber geteilt, hinten in Blau ein goldener Löwenkopf mit goldenem Sparren im Maul.
23. ↑  Obersontheim: In Silber fünf (3:2) blaue Kolben.
24. ↑  Rosengarten: In Silber unter gezahntem rotem Schildhaupt (drei aufsteigende silberne Spitzen) eine fünfblättrige rote Rose mit goldenem Butzen.
25. ↑  Rot am See: Über silbernem Wellenschildfuß auf grünem Boden in Silber drei grüne Pappeln.
26. ↑  Satteldorf: In Gold ein schwarzer Sattel.
27. ↑  Stimpfach: In Rot ein blauer Wellenbalken, überdeckt von zwei silbernen Baumstümpfen.
28. ↑  Sulzbach-Laufen: In Blau unter fünf silbernen Heerkolben (3:2) auf silbernem Wellenschildfuß eine durchgehende, auf zwei Pfosten ruhende gedeckte goldene Holzbrücke.
29. ↑  Untermünkheim: In Blau ein in zwei Löwenköpfen endendes goldenes Schiff mit goldenem Mast und einem schräggelegten goldenen Ruder.
30. ↑  Wallhausen: In Schwarz eine eingebogene silberne Spitze, darin ein aufgerichteter roter Löwe; oben vorne ein fünfspeichiges silbernes Rad, hinten ein springendes silbernes Ross (Hengst).
31. ↑  Wolpertshausen: Unter silbernem, mit drei funfblätterigen roten Rosen belegten Schildhaupt in Rot zwei silberne Streithämmer.
32. ↑  Amlishagen: In von Gold und Rot geteiltem Schild zwei schräggekreuzte Hellebarden mit schwarzen Blättern und Schäften in verwechselten Farben.
33. ↑  Ammertsweiler: In Silber auf grünem Boden eine rote Tanne.
34. ↑  Bächlingen: In Gold zwei schwarze Balken.
35. ↑  Bartenstein: In Blau auf schwebendem goldenem Dreiberg zwei aufrechte, abgekehrte silberne Beile (Barten) mit silbernen Griffen.
36. ↑  Beimbach: Über von Silber und Schwarz geviertem Schildfuß in Silber ein laufender roter Brunnen mit nach links gerichtetem Rohr.
37. ↑  Bibersfeld: In Gold über einem erniedrigten blauen Wellenbalken ein stehender schwarzer Biber.
38. ↑  Billingsbach: In Rot ein silberner Einhornrumpf.
39. ↑  Braunsbach alt: Von Blau und Silber schräg geteilt.
40. ↑  Brettheim: In Rot über silbernem Wellenschildfuß ein silberner Bundschuh.
41. ↑  Bubenorbis: In Gold ein rotgekleideter junger Mann (Bube) mit silbernen Strümpfen und silbernem Kragen, der in der erhobenen Rechten ein rotes Ohr hält.
42. ↑  Döttingen: In Blau ein goldener Pfahl.
43. ↑  Eckartshausen: In von Gold und Rot geteiltem Schild oben ein schreitender, rotbezungter schwarzer Leopard, unten eine silberne Scheibe, belegt mit einer roten Hand.
44. ↑  Ellrichshausen: Von Rot und Silber fünfmal schräg geteilt. Die Gemeinde verwendete ein Vollwappen: Auf dem Schild ein Helm mit rot-silbernen Decken, darauf ein rot-silbern gestreifter Bocksrumpf.
45. ↑  Eltershofen: Von Rot und Silber schneckenförmig geviert.
46. ↑  Eutendorf: In geteiltem Schild oben in Silber drei grüne Tannen, unten in Rot eine silberne Pflugschar.
47. ↑  Gailenkirchen: In Rot ein silberner Schrägbalken, belegt mit einem blauen Fisch.
48. ↑  Gammesfeld: In Rot unter einem erhöhten aufwärtsgebogenen silbernen Balken eine silberne Pflugschar.
49. ↑  Geislingen am Kocher: In Gold eine durchgehende einbogige gemauerte rote Brücke, darüber zwei grüne Eichenblätter nebeneinander.
50. ↑  Geißelhardt: In Silber eine bewurzelte grüne Tanne, darüber eine balkenweis gelegte schwarze Geißel.
51. ↑  Gelbingen: In Gold ein roter Löwe, im roten linken Obereck ein goldenes Tatzenkreuz.
52. ↑  Goldbach: Unter goldenem Schildhaupt, darin eine liegende schwarze Hirschstange, in Blau ein golden gehörnter silberner Widderkopf im Visier.
53. ↑  Gröningen: Unter goldenem Schildhaupt, darin eine liegende schwarze Hirschstange, in Grün ein goldener Wellenschräglinksbalken.
54. ↑  Großaltdorf: In gespaltenem Schild vorne ein rotes Feld, hinten dreimal Silber über Blau geteilt.
55. ↑  Gründelhardt: In Blau ein silberner Sparren, begleitet von drei (2:1) silbernen Tannenzapfen.
56. ↑  Hausen am Bach: In Gold über einer blauen Wellenleiste zwei rote Giebelhäuser.
57. ↑  Hausen an der Rot:Unter einer liegenden Hirschstange ein Haus und ein Wellenbalken, Farben unbekannt.
58. ↑  Hengstfeld: In Silber auf grünem Boden ein steigender schwarzer Hengst.
59. ↑  Herrentierbach: In Gold ein blauer Wellenschräglinksbalken, überdeckt mit einem aufspringenden roten Hirsch.
60. ↑  Honhardt: In Gold auf grünem Berg drei grüne Tannen. [Variante: Berg und Tannen schwarz.]
61. ↑  Ingersheim: Führte kein Wappen, dargestellt ist das Bildzeichen des heutigen Stadtteils.
62. ↑  Jagstheim: In Rot zwei pfahlweis gestellte silberne Schlüssel (Bärte oben, abgekehrt).
63. ↑  Jungholzhausen: Unter einem silbernen Schildhaupt, darin ein schreitender rotbezungter schwarzer Leopard mit nach unten geschlagenem Schwanz, in Rot ein silberner Pflug.
64. ↑  Lautenbach: In gespaltenem Schild vorne in Blau ein silberner Ring, hinten in Silber zwei blaue Wellenbalken.
65. ↑  Lendsiedel: In Blau eine rot bedachte silberne Kirche, links oben ein silberner Flügel.
66. ↑  Leukershausen: In Silber auf grünem Berg, belegt mit einem goldenen Eichenblatt, eine rote Burg mit zwei spitz bedachten Türmen.
67. ↑  Leuzendorf: In Silber über zwei mit den Stielen schräggekreuzten grünen Ähren ein roter Turm mit blauem Dach.
68. ↑  Marktlustenau: In Schwarz ein goldener Löwenkopf im Visier.
69. ↑  Matzenbach: Unter goldenem Schildhaupt, darin eine liegende schwarze Hirschstange, in Blau ein goldener Wellenschrägbalken.
70. ↑  Michelbach an der Heide: In gespaltenem Schild vorne in Gold eine rote Schäferschippe, hinten in Rot eine goldene Ähre mit goldenen Grannen.
71. ↑  Michelbach an der Lücke: In Schwarz über einem erniedrigten goldenen Wellenbalken ein fünfspeichiges silbernes Rad.
72. ↑  Mittelfischach: In Blau zwei schräggekreuzte silberne Fische.
73. ↑  Oberfischach: In Silber zwei gestürzte einander zugewendete rote Fische.
74. ↑  Oberrot alt: In Rot zwei silberne Balken.
75. ↑  Oberspeltach: In gespaltenem Schild vorne in Rot eine silberne Schwurhand, hinten in Silber ein roter Adler.
76. ↑  Obersteinach: In blauem Feld ein mit dem kreuzförmig durchbrochenen Bart nach heraldisch links gekehrter goldener Schlüssel, begleitet von zwei gegen den Schildrand geneigten goldenen Ähren.
77. ↑  Onolzheim: In Blau zwei schräggekreuzte silberne Schlüssel (Bärte oben, abgekehrt).
78. ↑  Orlach: In geteiltem Schild oben in Rot eine goldene Sichel, unten in Gold die Vorderseite eines Hellers (goldenes Kreuz in roter Scheibe).
79. ↑  Ottendorf: In Blau ein goldener Abtsstab, beiderseits begleitet von je zwei übereinander gestellten silbernen Streitkolben.
80. ↑  Rechenberg: In Grün ein aus dem Unterrand emporkommender goldener Rechen.
81. ↑  Reubach: In Silber auf grünem Hügel, belegt mit einem silbernen Wellenbalken, drei rote Häuser, das mittlere, breitere, mit Walmdach, die seitlichen mit Satteldach.
82. ↑  Riedbach: In Blau [Variante: über goldenem Wellenschildfuß] vor einer goldenen Garbe schräggekreuzt eine goldene Sense und ein goldener Rechen.
83. ↑  Roßfeld: Unter goldenem Schildhaupt, darin eine liegende schwarze Hirschstange, in Rot auf grünem Boden ein steigendes silbernes Ross.
84. ↑  Spielbach: In Silber über einem erniedrigten blauen Wellenbalken ein blauer Pflug.
85. ↑  Steinkirchen: In Gold eine grüne Traube mit zwei grünen Blättern.
86. ↑  Sulzdorf: In geteiltem Schild oben in Gold ein schreitender schwarzer Löwe, unten in Rot ein goldener Adler.
87. ↑  Tiefenbach: In Gold auf einem von Silber und Schwarz gevierten Schildfuß eine gestürzte blaue Spitze.
88. ↑  Triensbach: Führte kein Wappen, dargestellt ist das Bildzeichen des heutigen Stadtteils.
89. ↑  Tüngental: In Blau drei wachsende goldene Dinkelähren.
90. ↑  Unterdeufstetten: Unter goldenem Schildhaupt, darin eine liegende schwarze Hirschstange, in Blau ein silberner Merkurstab, darunter auf grünem Boden ein silberner Pflug.
91. ↑  Unterrot: In Rot über silbernem Wellenschildfuß drei (2:1) silberne Schilde.
92. ↑  Untersontheim: In einem siebenmal rot-gold gespaltenen Schild oberhalb ein goldenes, mit einem roten S belegtes Schildhaupt.
93. ↑  Uttenhofen: In silbernem Schild ein Kranz von zehn roten fünfblättrigen Rosen.
94. ↑  Waldtann: In Gold auf grünem Dreiberg eine grüne Tanne.
95. ↑  Wallhausen alt: In Gold ein schräges rotes Haus.
96. ↑  Wallhausen 1980–1986: In Schwarz ein schräggestelltes silbernes Haus mit [seit 1982: rotem Dach,] offenem Tor an der abwärts gekehrten Giebelfront und zwei Fenstern an der Seite.
97. ↑  Weckrieden: In Gold drei durchgehende rote Rauten (Wecken) aneinander.
98. ↑  Weipertshofen: In durch einen erniedrigten silbernen Wellenbalken von Blau und Grün geteiltem Schild oben ein nach schrägrechts fliegender silberner Gabelweih.
99. ↑  Westgartshausen: In Rot drei schräglinke silberne Rauten aneinander.
100. ↑  Westheim: In geviertem Schild Feld 1 und 4 von Gold und Silber geteilt, unten sechs (3:3) schwarze Schindeln, Feld 2 und 3 in Rot drei silberne Spitzen.
101. ↑  Wiesenbach: In Grün ein silberner Wellenbalken, darüber und darunter je drei goldene Blumenstauden mit fünfblättrigen Blüten.
102. ↑  Wildenstein: In Gold über einem aus dem Unterrand wachsenden roten Fels (Stein) ein springender roter Rehbock.
103. ↑  Wittenweiler: Unter eingebogenem goldenem Schildhaupt in Blau ein goldener Löwenkopf im Visier, einen goldenen Sparren im Maul haltend.